# Frans Jozef II van Liechtenstein
Frans Jozef Maria Aloys Alfred Karel Johannes Hendrik Michaël George Ignatius Benedictus Gerardus Majella (Slot Frauenthal (Stiermarken), 16 augustus 1906 - Grabs (Zwitserland), 13 november 1989) was van 1938 tot 1989 vorst van Liechtenstein.
Hij was de zoon van prins Alois van Liechtenstein (1869-1955) en Elisabeth Amelie van Oostenrijk (1878-1960), een zuster van aartshertog Frans Ferdinand. Keizer Frans Jozef I van Oostenrijk was zijn peetoom.

## Levensloop
Frans Jozef, een achterachterkleinzoon van vorst Johannes I, bracht een onbezorgde jeugd door op verschillende kastelen in Oostenrijk en bezocht daarna het Schottengymnasium te Wenen. Hij was een groot natuurliefhebber en studeerde na het gymnasium te hebben afgerond bosbouwkunde aan de Weense landbouwhogeschool. Vervolgens wijdde hij zich aan het beheer van zijn uitgestrekte landgoederen in Tsjechoslowakije (circa 66.000 ha) die hij van vorst Johannes II had geërfd. Hij vertoefde graag in de open lucht en hield erg van skiën, bergbeklimmen, zwemmen en het maken van reizen.
De kinderloze vorst Frans I wees zijn achterneef Frans Jozef op 30 maart 1938 als regent aan. Hij stierf op 25 juli van datzelfde jaar en Frans Jozef volgde hem als Frans Jozef II op. Hij was de eerste Liechtensteinse vorst die daadwerkelijk in Liechtenstein resideerde. Zijn inhuldiging door het volk was in deze tijd van oorlogsdreiging door het Derde Rijk een duidelijke verklaring van de Liechtensteinse autonomie.
Hij hield zich in de Tweede Wereldoorlog met succes afzijdig en wist in de loop van de oorlog al zijn kunstschatten van Wenen naar Liechtenstein over te brengen. De Tsjechen, die hem als Oostenrijker en dus als vijand zagen, confisqueerden in 1945 echter wel zijn Tsjechische landerijen. Hij trachtte deze nog terug te krijgen maar liet na de communistische staatsgreep van 1948 de hoop varen.
Na de oorlog zette hij zich in voor de economische, sociale en culturele vooruitgang van Liechtenstein en maakte zijn land tot een van de rijkste ter wereld. Hij bleef een teruggetrokken mens en speelde in de vorstelijke kringen van Europa nauwelijks een rol. Een referendum onder de mannelijke bevolking verschafte de vrouwen in 1984 kiesrecht. In datzelfde jaar droeg hij zijn macht grotendeels over aan zijn oudste zoon Hans Adam. Deze volgde hem na zijn dood op 13 november 1989 als Hans Adam II op.

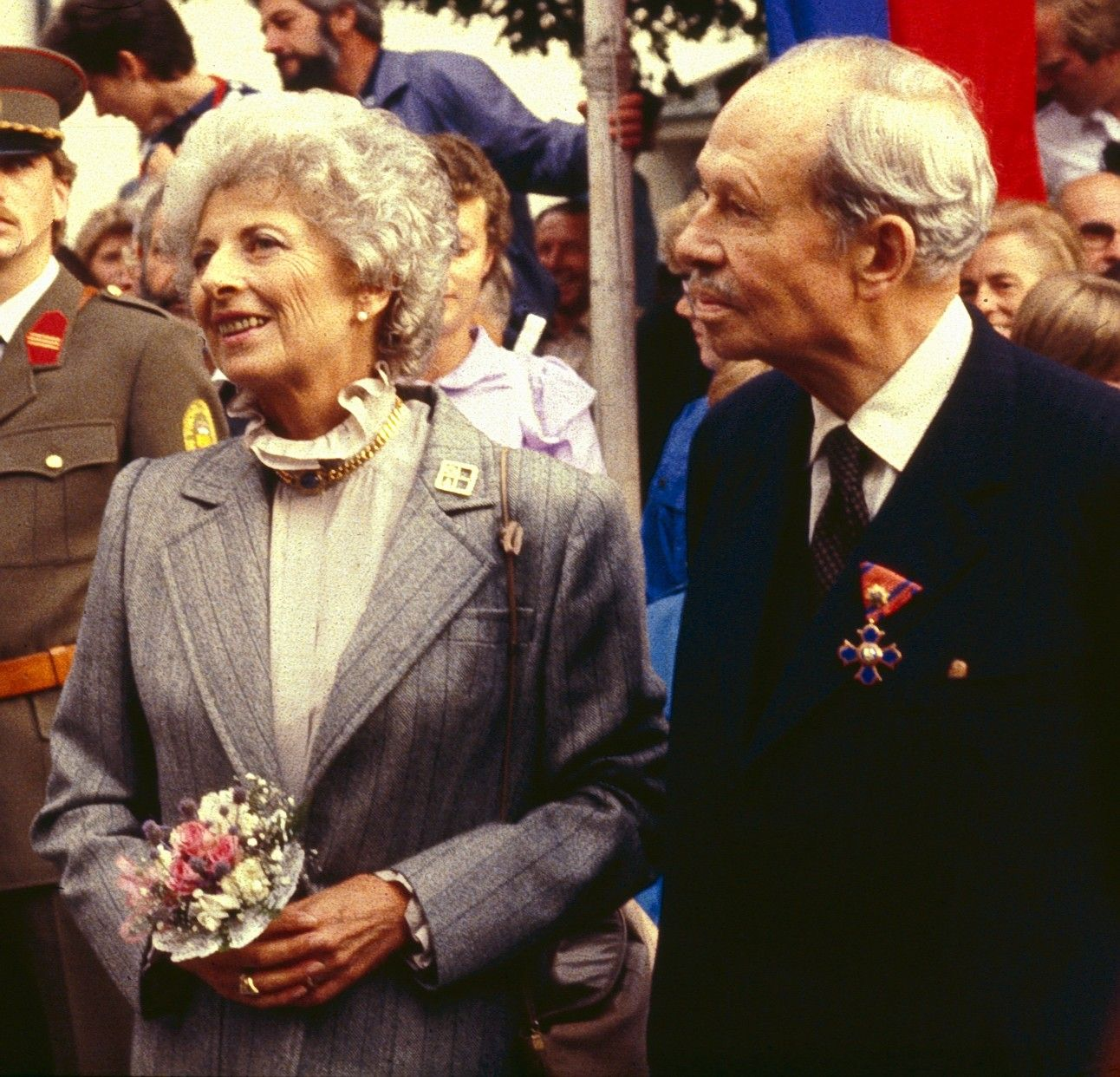
Vorst Frans Jozef II met zijn gemalin vorstin Georgina, tijdens de nationale feestdag op 16 augustus 1988.

## Huwelijk en kinderen
Vorst Frans Jozef huwde op 7 maart 1943 gravin Georgina von Wilczek en verwekte in tegenstelling tot zijn twee voorgangers een troonopvolger. In totaal kregen zij vijf kinderen:
- Hans Adam (14 februari 1945)
- Filips Erasmus (19 augustus 1946), gehuwd met Isabelle de l'Arbre de Malander.
- Nicolaas (24 oktober 1947) gehuwd met Margaretha van Luxemburg.
- Nora (31 oktober 1950) gehuwd met Vicente Sartorius y Cabeza de Vaca, markies van Mariño (overleden 22-7-2002). Het paar heeft een dochter Teresa (21-11-1992)
- Wenceslaus (19 november 1962 - 28 februari 1991)

Karel I · Karel Eusebius · Hans Adam I · Jozef Wenceslaus · Anton Florian · Jozef Johan Adam · Jozef Wenceslaus · Johan Nepomuk Karel · Jozef Wenceslaus · Frans Jozef I · Alois I · Johannes I Jozef · Alois II · Johannes II · Frans I · Frans Jozef II · Hans Adam II
- Gemeinsame Normdatei: 118692976
- Historisch woordenboek van Zwitserland: 021130
- International Standard Name Identifier: 0000 0000 8008 0493
- Library of Congress Control Number: nr88008432
- Nationale Bibliotheek van Tsjechië: mzk2013768452
- Nationale Bibliotheek van Israël: 987007261377405171
- Nationale Bibliotheek van Polen: a0000003615866
- Nederlandse Thesaurus van Auteursnamen: 07393190X
- RKD-Nederlands Instituut voor Kunstgeschiedenis: 461558
- LIBRIS: 289544
- Virtual International Authority File: 97823266
- WorldCat: E39PBJmhW8Qm8qbghw6mJRRVG3